# Cërrik
Cërrik es un municipio del condado de Elbasan, en el centro de Albania. Se formó en la reforma local de 2015 mediante la fusión de los antiguos municipios de Cërrik, Gostimë, Klos, Mollas y Shalës, que actualmente son las unidades administrativas del nuevo municipio. El ayuntamiento tiene su sede en la villa de Cërrik. La población total del municipio es de 27 445 habitantes (censo de 2011), en un área total de 189.65 km².
Se sitúa a 10 km al suroeste de Elbasan, en la llanura ubicada al sur de Shkumbin. La villa se desarrolló bastante en la segunda mitad del siglo XX gracias a una refinería que empezó a funcionar en 1956. En los años 1990 se tuvo que cerrar la planta por los problemas ambientales, lo cual convirtió a Cërrik en un lugar con mucho desempleo.